# 厄利卡·拉赫曼·基德瓦伊
厄利卡·拉赫曼·基德瓦伊（英語：Akhlaqur Rahman Kidwai，1920年7月1日—2016年8月24日），是一個印度西孟加拉邦化學家和政治家。他曾擔任比哈爾邦、西孟加拉邦和哈里亚纳邦的總督，並在2000年至2004年間擔任印度聯邦院（即印度議會之上議院）議員。他是印度第二級公民榮譽獎蓮花賜勳章的受勳者。